# Gárdahadosztály emlékmű (London)
A gárdahadosztály londoni emlékműve (Guards Division War Memorial) egy első világháborús emlékmű a St. James’s Parkban.

## Története
A hadosztály 14 ezer hősi halottjának emlékművére 1922-ben írták ki a pályázatot, amelyet Harold Chalton Bradshaw építész és Gilbert Ledward szobrász párosa nyert. A két művész Rómában ismerkedett meg, első tervüket Garibaldi római emlékműve inspirálta, majd azt fejlesztették a ma is látható formába. Az emlékmű egy háromlépcsős talapzatból, a fölé magasodó kenotáfiumból és az annak lábazatánál elhelyezett öt életnagyságú katonaszoborból  áll. A szobrok a gárda öt ezredét (gránátos, skót, walesi, ír és Coldstream) jelképezik. A szobrok modelljei a gárda ír katonái voltak. Az emlékművön több bronztábla is található. A hátsó kővéset harcban álló tüzérséget ábrázol. Az emlékmű 11,77 méter magas, a kenotáfium portlandi kőből készült.
A bronzszobrokat a W Morris Art Bronze Foundry öntötte, a kivitelező a Birmingham Guild volt. Az emlékművet 1926. október 16-án leplezték le. A második világháborúban egy bombarobbanás megrongálta az emlékművet. Több kisebb találat mellett az egyik katona bal vállán és arcán lyukat ütöttek a repeszek.